# Троцкий, Виталий Николаевич
Вита́лий Никола́евич Тро́цкий (19 (31) декабря 1835, Волосковцы Черниговской губернии — 9 (22) мая 1901, г. Вильно) — российский генерал-адъютант, генерал от инфантерии.

## Биография
Из малороссийского дворянского рода, восходящего к началу XVIII в. Сын отставного подпоручика л.-гв. Семеновского полка Николая Ивановича Троцкого, небогатого помещика Черниговской губернии и его супруги Минодоры Дмитриевны Пащенко. Родился на хуторе Троцких возле села Волосковцы. Окончил курс в 1-м Московском кадетском корпусе. 13 августа 1853 года выпущен поручиком в Егерский Его Императорского Высочества Великого Князя Михаила Николаевича полк. В рядах полка, командуя с февраля 1854 ротой, совершил поход в Молдавию и Валахию и принимал участие в крымской кампании, отличившись в сражении при р. Альме. 11 февраля 1855 года был переведён подпоручиком в Егерский лейб-гвардии полк.
В 1858 году поступил в Николаевскую академию Генерального штаба, по окончании курса которой (1860) был зачислен в Генеральный штаб. С 1863 по 1866 гг. — помощник редактора «Русского инвалида». 12 ноября 1866 года произведён в полковники.
С 1866 по 1889 служил на окраинах России: 17 лет в Туркестане и 6 лет на Кавказе. 27 мая 1866 г. назначен начальником штаба войск Туркестанской области, а с переименованием её 21 июля 1867 года — начальник штаба войск Сыр-Дарьинской области. Два года спустя, 1 ноября 1869 г., был назначен на должность помощника командующего войсками области. С 10 января 1873 года — начальник штаба Туркестанского военного округа.
В бухарскую кампанию, находясь в отряде генерал-майора Романовского, участвовал в осаде, штурме и взятии Ура-Тюбе, в осаде Замлина и во взятии Джизака. В последующие годы принял деятельное участие в шахрисябской экспедиции (1870), покорении Кульджи (1871) в хивинском походе (1873) и кокандской экспедиции (1875).
14 августа 1870 года произведён в генерал-майоры, а 22 июля 1873 г. назначен в Свиту Е. И. В.
5 мая 1878 года назначен военным губернатором и командующим войсками Сыр-Дарьинской области. 30 августа 1880 года произведён в генерал-лейтенанты за отличие по службе с оставлением в настоящих должностях и по генеральному штабу. 18 февраля 1883 г. назначен начальником 23-й пехотной дивизии.
С 16 марта 1883 года — начальник штаба Кавказского военного округа, 13 августа 1889 года назначен командиром 16-го армейского корпуса. С 22 января 1890 года — помощник командующего войсками Киевского военного округа генерал-адъютанта М. И. Драгомирова. Генерал от инфантерии (30 августа 1894 года). С 25 февраля 1895 года — командующий войсками Виленского военного округа. Генерал-адъютант с 6 декабря 1897 г. С 1897 и до кончины — Виленский, Ковенский и Гродненский генерал-губернатор.
- Женат, пятеро детей.

В 9 часов утра скончался командующий войсками округа, генерал-губернатор, генерал-адъютант Виталий Николаевич Троцкий. Дней десять назад было кровоизлияние, желудочное, приглашен был лейб-медик Попов. Здоровье улучшилось. Сегодня генерал встал с постели, умылся, вдруг почувствовал себя дурно, произошло второе кровоизлияние, вызвавшее скоропостижную смерть
— .
Похоронен в имении Черниговской губернии.

## Публикации
Источник — электронные каталоги РНБ
- Описание Хивинского похода 1873 г / Под ред. В. Н. Троцкого. — Ташкент, 1881–1882. — Т. 1–12.
- Русский Туркестан: Сб., изданный по поводу политехнической выставки. – Вып. 2–3 / Под ред. В. Н. Троцкого. — М.: Унив. тип, 1872. — 638 с.
- Троцкий В. Н. Отряд действующий на левом берегу Сыр-Дарьи. — Ташкент, 1875. — 43 с. — 20 экз.
- Троцкий В. Н. К материалам для «Описания Хивинского похода 1873 года»: Заключительная глава «Описания»: О снаряжении степных отрядов. — Тифлис: тип. А. А. Михельсона, 1885. — 88 с.

## Награды
- Орден Святой Анны 4 степени (1854)
- Орден Святого Владимира 4 степени с мечами и бантом (1867)
- Орден Святого Станислава 1 степени с мечами (1873)
- Золотая, украшенная алмазами сабля с надписью «За храбрость» (1874).
- Орден Святого Георгия 3 степени (1875; за штурм Андижана 1-го октября 1875 г.)

Удостоен ряда высших российских орденов, до ордена Святого Александра Невского включительно (Высочайшим приказом 14 мая 1896 года, в Москве) и бриллиантовыми знаками этого ордена(1898 год). Награждён иностранными орденами: Персидский Льва и Солнца 1 ст.(1874 г.),Бухарская Восходящая звезда с алмазами(1893 г.), болгарский св. Александра 1 ст.(1898 г.), Румынской Звезды большого креста(1899 г.).